# Snouck Hurgronjepolder
De Snouck Hurgronjepolder is een polder ten noorden van Oostburg, behorende tot de Baarzandepolders.
De polder werd in 1793 ingedijkt in opdracht van de familie Snouck Hurgronje, die ook de naam aan de polder gaf. Het betrof een partij schorren in het uiterste westen van het Nieuwerhavense Gat, direct ten zuiden van Marollenput. Zo ontstond een polder van 35 ha.
De polder wordt in het westen begrensd door de Kleine Henricusdijk. Ze is echter niet in het landschap te herkennen, daar ze één geheel vormt met de Van der Lingenspolder en de Kleine Henricuspolder.